# Geneviève Irvin
Pour les articles homonymes, voir Irvin.
Geneviève Marie Irvin  (16 janvier 1908 à Paris 6e - 11 mars 2004 à Lagny-sur-Marne) est une artiste française de music-hall, danseuse, meneuse de revue, actrice de théâtre et de cinéma.

## Biographie

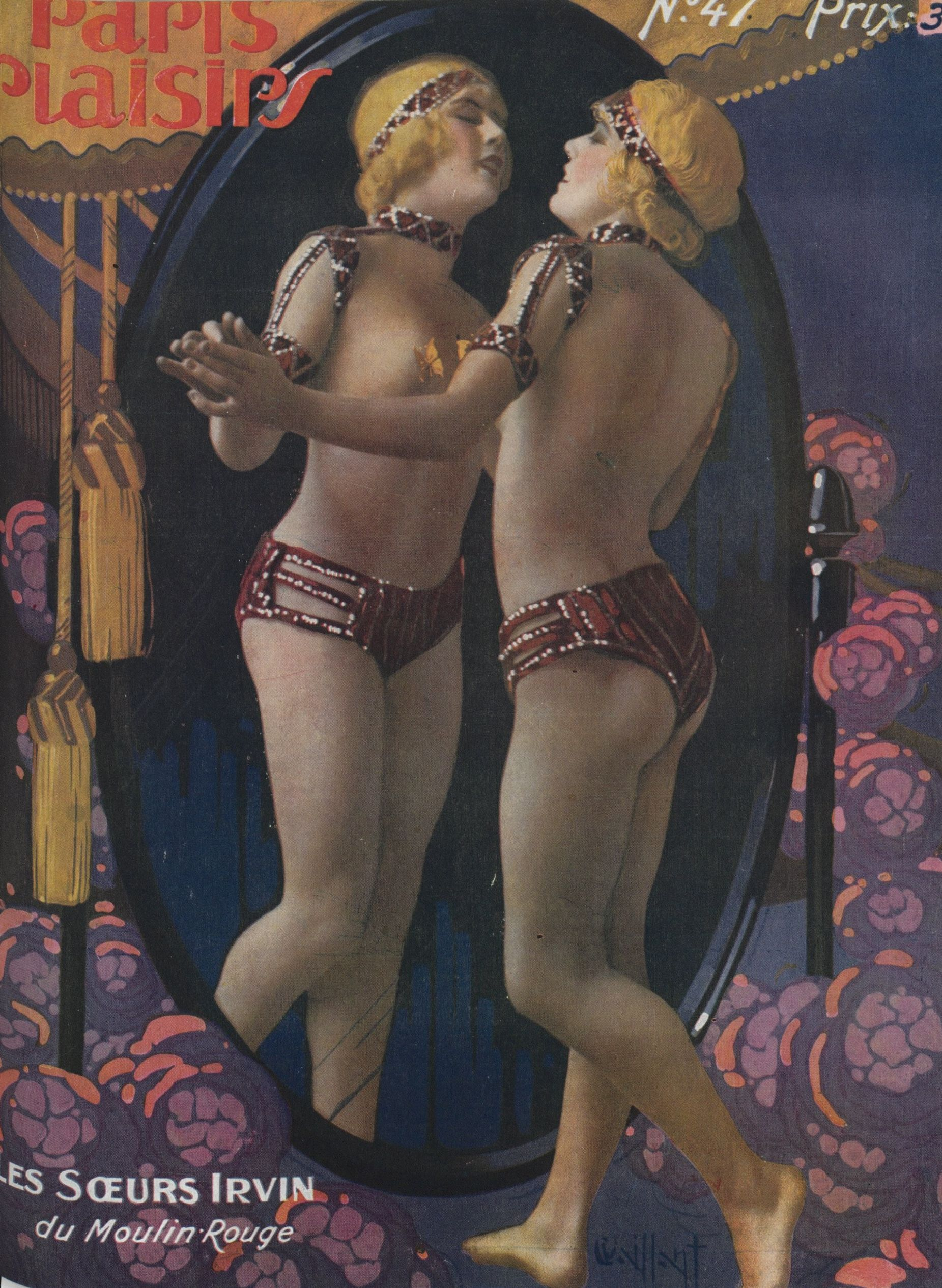
Les sœurs Irvin du Moulin-Rouge

Elle commence à jouer au théâtre très jeune avec sa sœur aînée Marcelle en 1921. Elle forme ensuite avec sa sœur , un duo de danseuses nues, les Sœurs Irvin et apparaissent dans de nombreuses revues, au Moulin Rouge, au Palace, au concert Mayol.
En 1930, elles sont à l'affiche de Folies de Paris, revue en deux actes de Saint-Granier, aux Folies-Marigny mais rompe avec Léon Voltera et déclarent forfait. 
Le duo s’arrête en 1933 et elle continue une carrière solo.

## Théâtre
- 1921 : Chanson d'amour, opérette en 3 actes de Hugues Delorme et Léon Abric, musique de Schubert, adaptée Henri Berté, au Théâtre Marigny[6].
- 1921 : Dans la jungle, pièce en deux  actes de Laumann, d’après Rudyard Kipling: Le Retour d'Imray, au  Nouveau-Théâtre[7].
- 1922 : Un million dans une main d'enfant, conte dramatique et musical en 4 actes d'Alfred Machard, musique de Victor Larbey au Théâtre Albert 1er[8],[9].
- 1922 : La Fontaine des fées, conte de Robert Oudot, musique de Félix Fourdrain au  Théâtre de verdure du Pré Catelan[10].

## Music-hall, revues, opérettes
- 1924 : Vive la femme !, revue en 2 actes de Léo Lelièvre, Henri Varna et Fernand Rouvray avec Maurice Chevalier au Palace[11].
- 1925 :  La Revue Mistinguett, en deux actes  de Jacques Charles avec Mistinguett au Moulin-Rouge[12].
- 1928 : Le Luxe de Paris, revue de  Léo Lelièvre, Henri Varna et Fernand Rouvray, au Palace[13],[14].
- 1936 : Nus d’été, revue de Victor Vallier et Charles Cluny au concert Mayol[15].
- 1940 : Vive les femmes ! , revue de Victor Vallier et Gil-Bert aux Optimistes
- 1942 : Revue au cabaret l’Étincelle, 9 rue Mansart[16],[17].

## Filmographie
- 1911 : La Justice du mort
- 1914 : La Valse du souvenir de Henry Gambart[18]
- 1928 : Le Tourbillon de Paris (Les sœurs Irvin exécutent un numéro de danses).
- 1924 : J'ai tué, de Roger Lion, avec Geneviève Irvin et Marcelle Irvin.

## Chansons
- 1927 : Si ça vous va
- 1936 : Emprise !

## Source
: document utilisé comme source pour la rédaction de cet article.
- Comoedia
- La Rampe (1915-1934), magazine théâtral illustré (BNF 32847829)
- La Vie parisienne